# Alphons Bujard
Alphons Ludwig Karl Georg Bujard (* 18. Februar 1861 in Pforzheim; † 27. Juni 1917 in Stuttgart) war ein deutscher Apotheker.

## Leben
Alphons Bujard besuchte das Realgymnasium und das Pädagogium in Pforzheim. Seine pharmazeutische Lehrzeit begann er 1876 in Ludwigsburg und beendete sie in Göppingen bei Mauch.
Nach dem Gehilfenexamen arbeitete er drei Jahre in Göppingen, Zürich und Schwäbisch Gmünd. Von 1882 bis 1884 studierte er an der TH Stuttgart, legte sein pharmazeutisches Staatsexamen ab, wurde 1885 an der Universität Bern zum Dr. phil. promoviert und ein Jahr später Assistent am chemischen Untersuchungsamt der Stadt Stuttgart. 
1885 wurde er Oberapotheker im XIII. Armeekorps. 1894 erhielt Bujard die Approbation als Lebensmittelchemiker und übernahm 1895 die Leitung des städtischen chemischen Laboratoriums und die des Eichamtes Stuttgart. Den Titel des Direktors erhielt er 1908.
Aus kleinen Anfängen heraus hat Bujard das Untersuchungsamt in Stuttgart zu einem der größten im Deutschen Reich gemacht. Zunächst arbeitete er auf dem Gebiet der Lebensmittelchemie, später aber mehr auf dem Gebiet der angewandten technischen Chemie. Neben seiner praktischen Tätigkeit wurden von ihm seit 1886 zahlreiche Arbeiten über analytische Methoden, technische Chemie, Pyrotechnik, Lebensmittelchemie und Hygiene veröffentlicht.
Unter anderem konstruierte er spezielle Gefäße für die Entnahme von Wasserproben für bakteriologische Zwecke  und einen Entnahmeapparat. Außerdem war er Mitarbeiter an bedeutenden Handbüchern. Gemeinsam mit Eduard Baier verfasste er das „Hilfsbuch für Nahrungsmittelchemiker“.

## Schriften
- ‘‘Über einige neue Derivate der Azelainsäure.‘‘ Dissertation. Bern 1885.
- ‘‘Hilfsbuch für Nahrungsmittelchemiker‘‘ (mit E.Baier). Berlin 1894.
- ‘‘Leitfaden der Pyrotechnik. Eine Einführung in die Chemie der wichtigsten Rohmaterialien und Sprengstoffe der Kunstfeuerwerkerei.‘‘ Stuttgart 1899.
- ‘‘Zündwaren.‘‘ Berlin und Leipzig 1912.